# Rutamo
Rutamo är ett vattendrag i Burundi.   Det ligger i provinsen Bururi, i den centrala delen av landet, 80 kilometer sydost om huvudstaden Bujumbura.
I omgivningarna runt Rutamo växer huvudsakligen savannskog. Runt Rutamo är det ganska tätbefolkat, med 124 invånare per kvadratkilometer.